# Evoca Cola
Evoca Cola est une boisson gazeuse non-alcoolisée (soda) aromatisée au cola, un cola alternatif. Elle est actuellement[Quand ?] vendue au Royaume-Uni, en France, en Belgique et en Afrique du Sud. Evoca Cola est un produit de la gamme Evoca Drinks.

## Histoire
Evoca Entreprises Limited a été créée en mai 2003 au Royaume-Uni. Son siège est situé à Londres. Evoca est une marque grand public spécialisée dans le développement de produits et dans la fabrication de boissons sans alcool. L’entreprise a lancé son soda Evoca Cola en janvier 2004.
Bien qu'Evoca Cola ait un goût très proche de Coca-Cola et de Pepsi, il est fabriqué avec de l’eau minérale naturelle. Evoca Cola revendique aussi le fait d’être le seul cola au monde contenant d’authentiques extraits de graine de nigelle. Les autres ingrédients sont des noix de kola et des feuilles de coca.

## Cola islamique?
Les graines de nigelle présentes dans la composition de l'Evoca Cola sont mentionnées dans les hadiths de Mahomet, qui soulignent leurs qualités de guérison. Malgré cela, Evoca ne fait pas la promotion de son produit comme « cola islamique », contrairement aux colas alternatifs Qibla Cola et Mecca Cola.